# アーノルド・リース
アーノルド・スペンサー・リース（Arnold Spencer Leese、1878年 – 1956年）は、イギリスのファシスト政治家、獣医師。

## 生涯
リースは、イングランド北西部、ランカシャーのリザム・セント・アンに生まれ、ノース・ヨークシャーのセトルにあるギグルスウィック校に学んだ。
獣医師の資格を取得したリーズは、当時の英領インドに渡り、やがて同地でラクダの専門家になった。インドで6年間働いた後、ラクダの専門家としてイギリス帝国の東アフリカ保護領へ移った。その後の一生を通じて、リースは動物を愛し、絶対禁酒主義を貫いた。
リースは、ラクダとその疾病について、数多くの記事を公刊しており、最初の記事は1909年に『熱帯獣医科学雑誌』(The Journal of Tropical Veterinary Science) に掲載されている。ラクダに寄生する寄生虫の一種には、リースの名を冠して「Thelazia leesei」(「リース眼虫」の意)と名付けられているものがある。
第一次世界大戦が始ると、リースはイギリス陸軍の獣医部隊に加わって、西部戦線や中東に従軍した。大尉で除隊した後、イングランドに戻ったリースは、獣医の仕事を続けながらも、半ば引退し、本を出版したりしていた。1928年に公刊した『ヒトコブラクダの健康と病気』(The One-Humped Camel in Health and in Disease) は、インドではその後半世紀にわたって、この分野における標準的な書物であった。
リースは、反ユダヤ主義の立場をとったが、この偏見は、ユダヤ教の食事について、調理や屠殺を含め細かい規定を集めた体系であるカシュルートへの嫌悪に由来するとも言われている。リースは、ユダヤ人たちがイギリス帝国を脅かしているとする陰謀論を展開し、1924年にイギリスファシスト党の党員となり、これ以降いろいろなファシスト集団に関わるようになった。リースの反ユダヤ主義は、ヒステリックなほどに激烈で、ユダヤ人たちに手ぬるいとして、他のファシストたちを糾弾するほどであった。
イギリスファシスト党の党員となったリースは、1924年にリンカンシャーのスタムフォードの町会議員に、同志のヘンリー・シンプソンと一緒に選出される。後にリースは、自伝の中で「私たちは、イングランドで最初に選挙で公職に選出されたファシストだった」と記している。
1927年、リースはスタムフォードからロンドンに転居した。既にイギリスファシスト党に幻滅し始めていたリースは、1929年、新たに帝国ファシスト連盟を創設する。リースは、イギリスの国旗に鉤十字をあしらった党旗や、黒シャツ黒ズボンの制服を定め、反ユダヤ主義の主張を展開した。しかし、1933年には、オズワルド・モズレー卿のイギリスファシスト連盟(BUF) が台頭して、リースの帝国ファシスト連盟を凌駕し、これに取って代わるようになる。リースはこれに憤慨して「kosher fascist」(kosher はカシュルートの意) とモズレー卿を罵倒した。
1933年、ウルリヒ・フライシュハウアーが反ユダヤ主義に立つドイツの通信社ヴェルト＝ディエンスト (Welt-Dienst) を創設すると、リースはその配信する素材を利用し、また自らも寄稿するようになった。
1936年、リースは、反ユダヤ主義の主張のために、帝国ファシスト連盟の同志ウォルター・ホワイトヘッドと共に投獄された。党の機関紙『The Fascist』の7月号に掲載され、後にパンフレットにも転載された「ユダヤの儀式殺人」(Jewish Ritual Murder) と題した2件の記事が、6件の罪状で起訴された。リースは迷惑行為で有罪となり、罰金刑が下ったが、これを拒んで6ヶ月入獄することになった。釈放後、リースは「私の失当な弁明」(My Irrelevant Defence) と題したパンフレットを新たに発刊した。
第二次世界大戦が始り、1940年から防衛規則18Bによってファシズム指導者たちの検挙が進められたが、リースは開戦後姿を隠していたため、他のファシストたちよりも半年ほど逮捕が遅れた。
健康上の理由で、1943年12月に条件付きの保釈となったリースだったが、1947年には武装親衛隊員の逃亡を幇助したとして6ヶ月間投獄された。
1951年、リースは自伝『踏み外し - 反ユダヤ主義ラクダ医師の二つの人生に起きたこと』(Out of Step: Events in the Two Lives of an Anti-Jewish Camel Doctor) を出版した。
リースは、戦後も雑誌『Gothic Ripples』を主宰し、ユダヤ人への攻撃に手広く関わり続けた。また、後に戦後の極右運動の中心人物となる若きコリン・ジョーダンに大きな影響を与え、ホランド・パークの自宅を (未亡人が使用し続けることを条件に) ジョーダンに遺贈した。やがて「アーノルド・リース・ハウス」と称されることになったこの建物は、ジョーダンの活動拠点になった。

## 文献
- 長谷川公昭『世界ファシスト列伝』中央公論新社, 2004年(中公新書ラクレ) ISBN 978-4-12-150127-1